# Pseudokrater

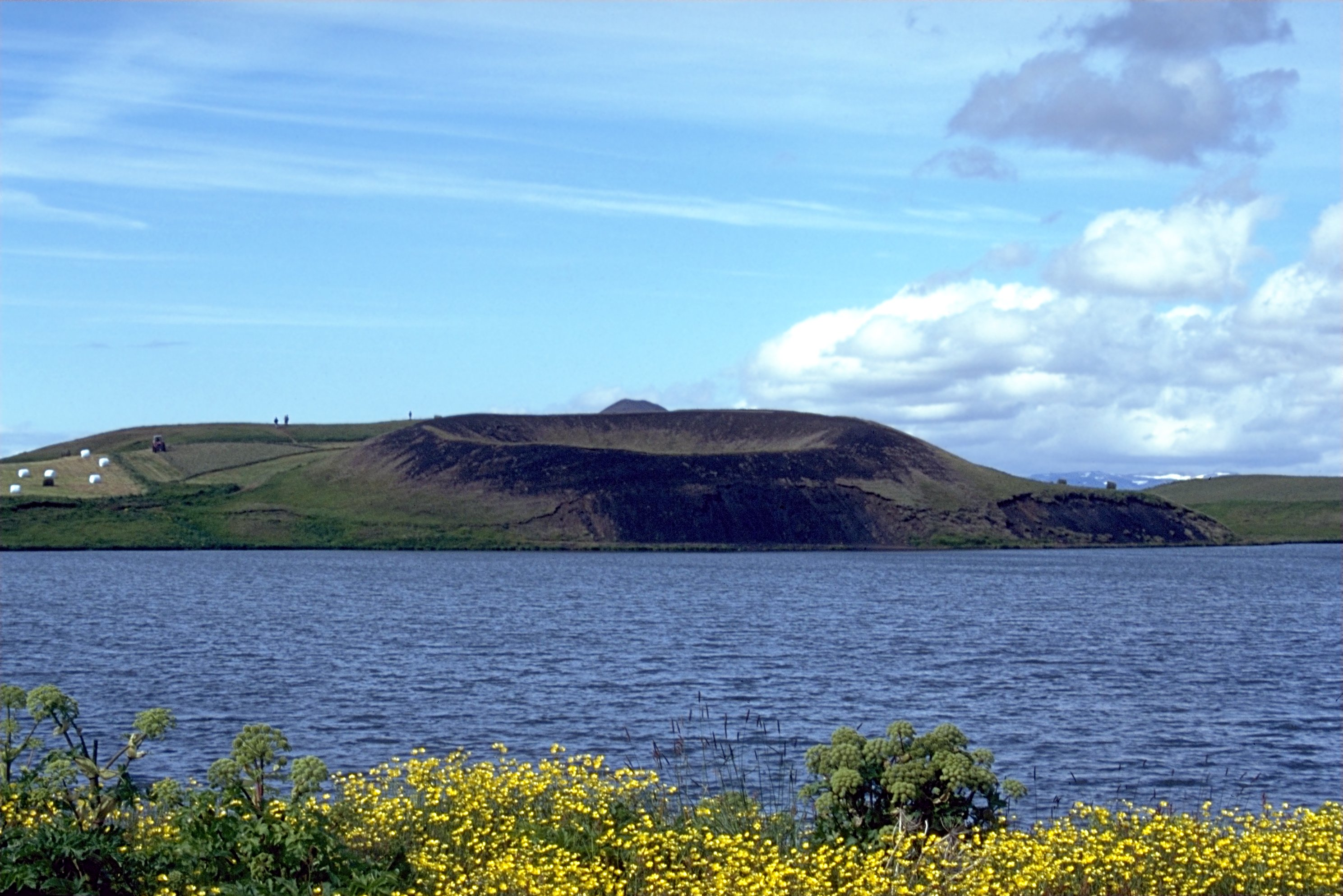
Pseudokrater im Mývatn

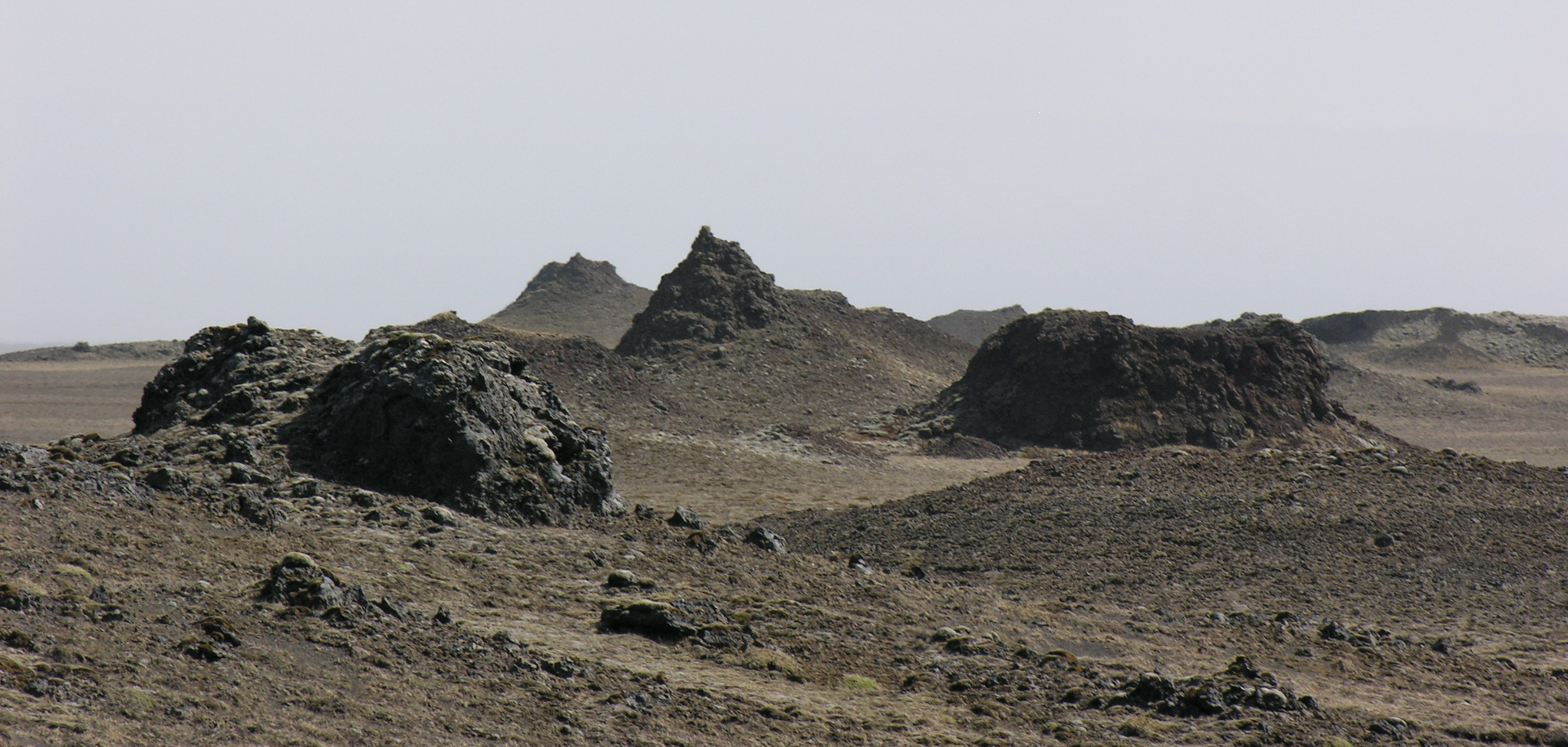
Pseudokrater auf dem Mýrdalssandur in Südisland

Pseudokrater (von altgriechisch pseudo = unecht, vorgetäuscht) sind Krater, die durch eine Dampfexplosion über einem Lavastrom entstanden sind.

## Entstehung und Charakteristika
Wenn heiße Lava über ein Feuchtgebiet strömt, wobei es sich um Sümpfe, aber auch um Seen oder Teiche handeln kann, verdampft das Wasser schlagartig. Der Dampf durchbricht die Lavadecke in einer phreatomagmatischen  Explosion. Dabei wird die Lava, und teilweise auch das Untergrundmaterial, fragmentiert und als Tephra um einen Krater aufgeworfen.
Das entstandene Gebilde gleicht einem echten Vulkankrater, das im Englischen auch die Bezeichnung rootless cone (wurzelloser Kegel) trägt. Es hat sozusagen keine Wurzel, also keine direkte Magmazuleitung aus dem Erdinneren.
Die Entstehung von Pseudokratern konnte das erste Mal in der Geschichte am 25. März 2010 beim Ausbruch des Eyjafjallajökull 2010 direkt beobachtet werden.

## Beispiele

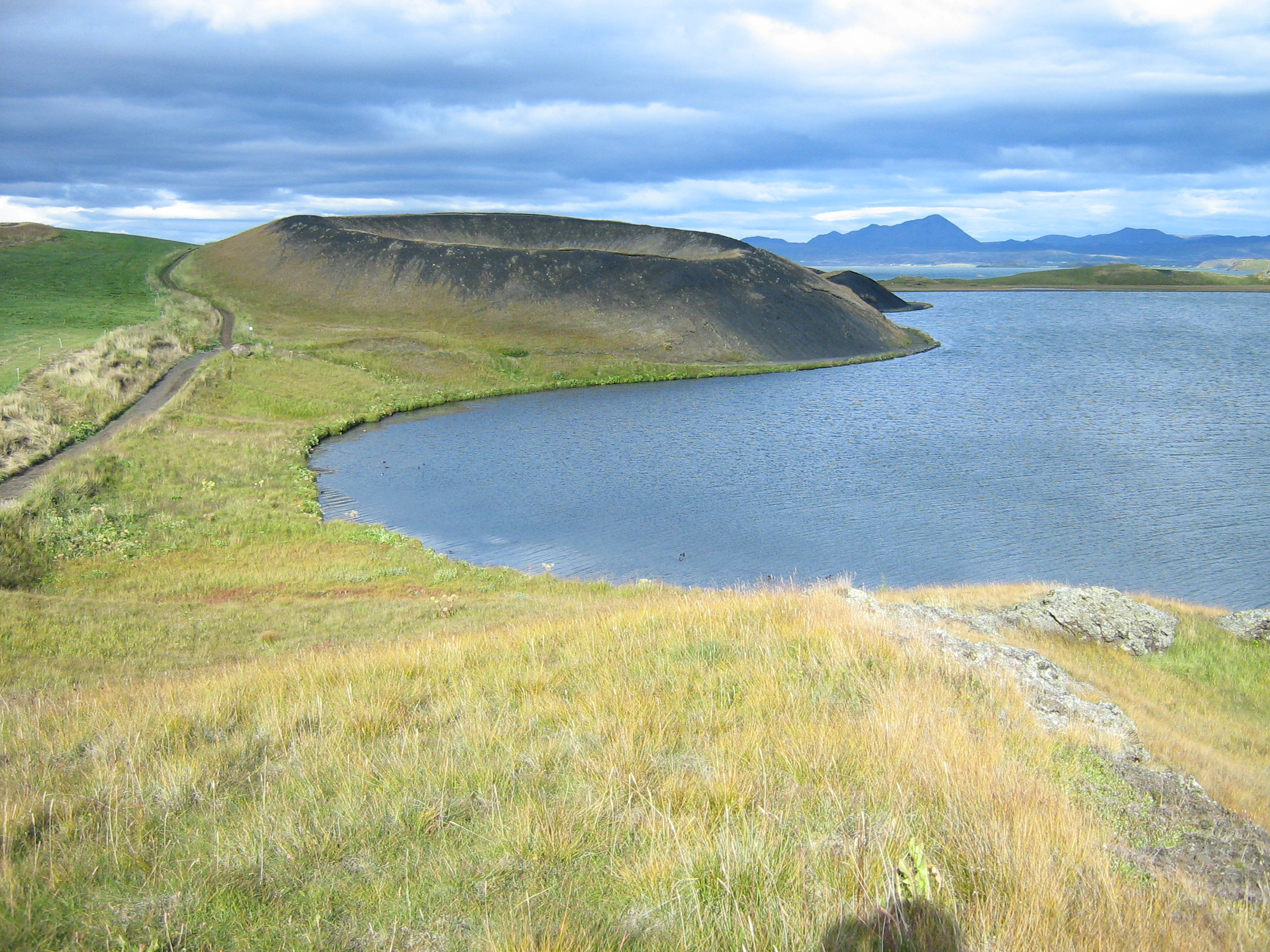
Island Mývatn, einer der Pseudokrater am südwestlichen Teil des Sees, nahe der Ringstrasse bei Skútustaðir.

Bekannte Beispiele für Pseudokrater findet man etwa auf Island am See Mývatn, in Form der Skútustaðagígar in der Gemeinde Skútustaðir, aber auch in der Nähe der Hauptstadt Reykjavík in den Kratern  Rauðhólar und im Südosten Islands als Landbrotshólar. 
Ein weiteres Beispiel ist die Höhle Tintron, im Gjábakkalavafeld in Südwestisland. In dem Fall handelt es sich um einen Hornito. Hornitos werden von manchen Wissenschaftlern ebenfalls zu den Pseudokratern gerechnet.
Auch im Massif Central in Frankreich wurden Pseudokrater entdeckt, so etwa unterhalb des Schlackenkegels Puy Montchal, der direkt neben dem Lac Pavin liegt.
Bei Ausbrüchen des Kilauea auf Hawaii im Jahre 1999 bildeten sich ebenfalls Pseudokrater, die Volcanologen des USGS nannten sie rootless shields. Der auf dem Photo abgebildete Pseudokrater hat eine Höhe von 20 m und einen Durchmesser von 500 m, zeitweilig bestand in seinem Gipfelbereich ein kleiner Lavasee von 175 m Durchmesser.
Pseudokrater wurden auch auf dem Mars gefunden, was zu beweisen scheint, dass auf dem Planeten einst Wasser zu finden war.